# Plecoptera nebulilinea
Plecoptera nebulilinea là một loài bướm đêm thuộc họ Erebidae. Loài này có ở Borneo và the bán đảo Mã Lai.